# The Carpenter
The Carpenter este primul single al formației Nightwish.